# Günther-pocok
A Günther-pocok (Microtus guentheri) az emlősök (Mammalia) osztályának rágcsálók (Rodentia) rendjébe, ezen belül a hörcsögfélék (Cricetidae) családjába tartozó faj.

## Előfordulása

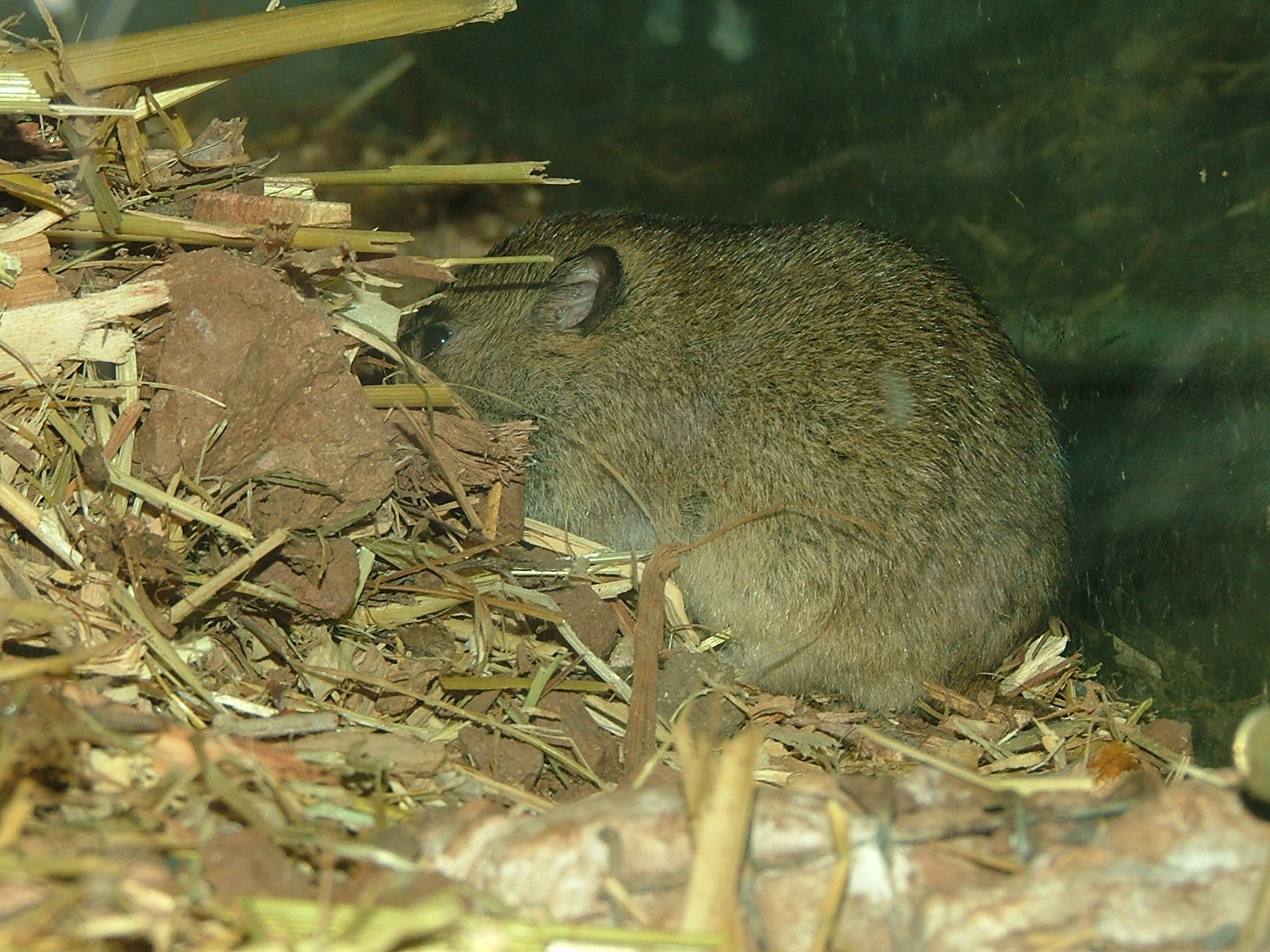
Günther-pocok a jeruzsálemi állatkertben

Bulgária, Görögország, Izrael, Libanon, Észak-Macedónia, Montenegró, Szerbia (Koszovó), Szíria, és Törökország területén honos.

## Megjelenése
Az állat a mezei pocokhoz hasonlít, de valamivel nagyobb.